# Hypochrysops pagenstecheri
Hypochrysops pagenstecheri är en fjärilsart som beskrevs av Ribbe 1899. Hypochrysops pagenstecheri ingår i släktet Hypochrysops och familjen juvelvingar. Inga underarter finns listade i Catalogue of Life.